# Ciasto kruche

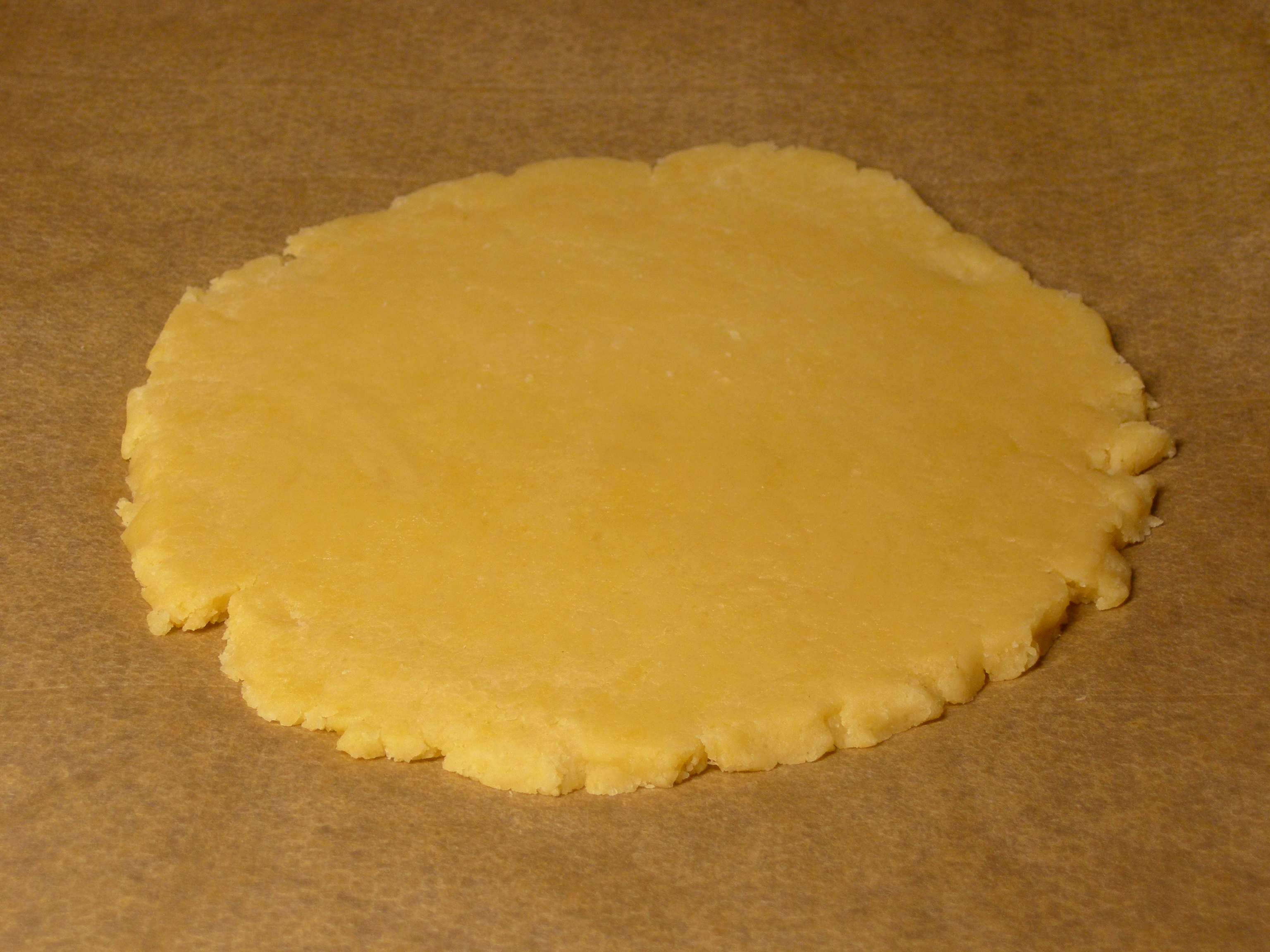
Kruche ciasto

Ciasto kruche – rodzaj słodkiego lub wytrawnego ciasta o kruchej strukturze. Odmianą ciasta kruchego jest ciasto półkruche.

## Skład
Podstawowe składniki na ciasto kruche są trzy: mąka, tłuszcze stałe i jaja.
Mąka: aby ciasto było jak najbardziej plastyczne mąka powinna charakteryzować się słabym lub średnim jakościowo glutenem. Doświadczeni cukiernicy zwracają też uwagę, że do wypieku ciast kruchych najlepsza jest mąka krupczatka.
Tłuszcze: masło, margaryna, masło z margaryną lub masło ze smalcem. Ciasto kruche swą kruchą strukturę zawdzięcza dużej zawartości tłuszczu. Zawartość tłuszczu w stosunku do mąki wynosi typowo od 40% do 66%. Nie powinna przekraczać 80–90%.
Jaja: głównie żółtka (surowe lub gotowane), ponieważ białko zmniejsza kruchość ciasta. Dodanie do ciasta surowych żółtek jaj zwiększa jego „plastyczność”, zaś dodanie żółtek ugotowanych wpływa na jego większą kruchość.
Przygotowując wyroby słodkie, do ciasta kruchego dodaje się także cukier – przeważnie puder, w ilości nie większej niż 33% masy mąki. Zastosowanie cukru kryształu powoduje pojawienie się w gotowym wyrobie ciemnych plamek skarmelizowanego cukru. Jest to spowodowane tym, że tego rodzaju ciasto nie ma wystarczającej wilgotności, by cukier dobrze się rozpuścił.
Chemiczne środki spulchniające: W przypadku zastosowania proporcji wagowych mąka:tłuszcz:cukier 3:2:1 ciasto nie wymaga dodatku chemicznych środków spulchniających. Ciasto o takich proporcjach uważane jest za najwyższe jakościowo ciasto kruche o smaku słodkim.
Sól: Przygotowując ciasto wytrawne należy dodać od niego sól: w ilości od 1% do 2% masy mąki.
Ciasto półkruche oprócz wymienionych wyżej podstawowych składników (mąka, tłuszcz, jaja) wymaga zastosowania chemicznych środków spulchniających oraz śmietany lub mleka. Stosunek zawartości tłuszczu do mąki wynosi od 12% do 35%. Do tego typu ciasta stosuje się jaja całe oraz odpowiednią ilość żółtek.

## Wyrabianie i pieczenie
W celu uzyskania właściwej struktury ciasta istotne jest przesianie mąki. W przypadku ciasta półkruchego proszek do pieczenia należy wymieszać z mąką. Po połączeniu mąki i cukru pudru dodaje się schłodzony tłuszcz poprzez siekanie nożem do uzyskania cząstek wielkości ziaren grochu. Następnie dodaje się żółtka i śmietanę. Żółtka ugotowane na twardo należy uprzednio przetrzeć przez sitko.
Należy unikać kontaktu ciasta z ciepłymi dłońmi, ponieważ podwyższa to jego temperaturę. To prowadzi do zwiększonego użycia mąki, ponieważ łączy się ona z wodą zawartą w tłuszczu. „Przerobione” ciasto kruche nie jest delikatne, jest twarde.
Po wyrobieniu ciasto należy schłodzić (ok. 20–30 minut, na środkowych półkach lodówki), a potem rozwałkować na pożądany kształt i wielkość (odpowiednio do wymiarów formy do pieczenia).
Ciasto kruche piecze się w piekarniku nagrzanym do temp. 200 °C, rzadziej 220 °C, przez okres 15 do 30 minut. Pieczenie w niższej temperaturze (i, co z tego wynika, w dłuższym czasie) powoduje „wytapianie się” tłuszczu z ciasta, co pogarsza jego jakość.
Ciastko półkruche należy jednak piec wpierw w 180 °C, a gdy wyrośnie zwiększyć temperaturę do 200 °C. Jest to podyktowane obecnością środków spulchniających.

## Zastosowanie
Z ciasta kruchego słonego wytwarza się paluszki, paszteciki, kulebiaki, słone tarty i tartaletki. Z ciasta kruchego słodkiego wyrabia się drobne ciastka, babeczki-korpusy, babeczki nadziewane, słodkie tarty i tartaletki, rogaliki, spody do ciast owocowych (np. szarlotek), makowców, serników i mazurków, blaty na torty kruche. Z ciasta półkruchego przyrządza się ponadto ciasta zawijane (rolady i ślimaki).

## Wartości odżywcze
| Energia           | 440 kcal |
| Białko            | 5,2 g    |
| Tłuszcz           | 23,9 g   |
| Węglowodany       | 51,4 g   |
| Błonnik pokarmowy | 1,2 g    |
| Sód               | 26 mg    |
| Potas             | 74 mg    |
| Wapń              | 14 mg    |
| Fosfor            | 55 mg    |
| Żelazo            | 0,7 mg   |
| Magnez            | 10 mg    |
| Witamina E        | 2,87 mg  |
| Tiamina           | 0,080 mg |
| Ryboflawina       | 0,061 mg |
| Niacyna           | 0,29 mg  |
| Witamina C        | 0 mg     |